# مسابقات فوتبال غرب آسیا ۲۰۰۸
بازی‌های فدراسیون‌های فوتبال غرب آسیا ۲۰۰۸ پنجمین دوره از مسابقات قهرمانی فوتبال غرب آسیا بین روزهای (۱ اوت - ۱۵ اوت) سال ۲۰۰۸ در تهران پایتخت کشور ایران برگزار شد. تیم‌های ملی فوتبال ایران، اردن، فلسطین، سوریه، عمان و قطر در این مسابقات حضور داشتند. تیم ملی ایران با پیروزی ۲-۱ در برابر تیم ملی اردن در بازی‌پایانی، قهرمان این دوره شد.

## (تیم‌ها
- ایران (میزبان)
- اردن
- فلسطین
- سوریه
- عمان
- قطر
- عراق حضور نداشت
- بحرین شرکت نکرد
- لبنان حضور نداشت

## ورزشگاه‌ها
| تهران · | Tehran | Tehran |

| تهران               | تهران              |
| ------------------- | ------------------ |
| ورزشگاه آزادی تهران | ورزشگاه تختی تهران |
| گنجایش: ۱۰۰٬۰۰۰     | گنجایش: ۳۰٬۰۰۰     |
|                     |                    |

## مرحله گروهی

### گروه (الف)
| تیم    | امتیاز | بازی | برد | مساوی | باخت | گل‌زده | گل‌خورده | تفاضل‌گل |
| ------ | ------ | ---- | --- | ----- | ---- | ----- | ------- | ------- |
| ایران  | ۶      | ۲    | ۲   | ۰     | ۰    | ۹     | ۱       | ۸+      |
| قطر    | ۳      | ۲    | ۱   | ۰     | ۱    | ۲     | ۶       | ۴-      |
| فلسطین | ۰      | ۲    | ۰   | ۰     | ۲    | ۰     | ۴       | ۴-      |

| ۷ اوت، ۲۰۰۸ | ایران | ۳–۰ | فلسطین | ورزشگاه تختی٬ تهران تماشاچیان:۵٬۰۰۰ |
| ۷ اوت، ۲۰۰۸ |       |     |        | ورزشگاه تختی٬ تهران تماشاچیان:۵٬۰۰۰ |
| ۷ اوت، ۲۰۰۸ |       |     |        | ورزشگاه تختی٬ تهران تماشاچیان:۵٬۰۰۰ |

| ۹ اوت، ۲۰۰۸ | فلسطین | ۰–۱ | قطر | ورزشگاه تختی٬ تهران |
| ۹ اوت، ۲۰۰۸ |        |     |     | ورزشگاه تختی٬ تهران |
| ۹ اوت، ۲۰۰۸ |        |     |     | ورزشگاه تختی٬ تهران |

| ۱۱ اوت، ۲۰۰۸ | قطر | ۱–۶ | ایران | ورزشگاه تختی٬ تهران تماشاچیان:۵٬۰۰۰ |
| ۱۱ اوت، ۲۰۰۸ |     |     |       | ورزشگاه تختی٬ تهران تماشاچیان:۵٬۰۰۰ |
| ۱۱ اوت، ۲۰۰۸ |     |     |       | ورزشگاه تختی٬ تهران تماشاچیان:۵٬۰۰۰ |

### گروه (ب)
| تیم   | امتیاز | بازی | برد | مساوی | باخت | گل‌زده | گل‌خورده | تفاضل‌گل |
| ----- | ------ | ---- | --- | ----- | ---- | ----- | ------- | ------- |
| اردن  | ۴      | ۲    | ۱   | ۱     | ۰    | ۳     | ۱       | ۲+      |
| سوریه | ۴      | ۲    | ۱   | ۱     | ۰    | ۲     | ۱       | ۱+      |
| عمان  | ۰      | ۲    | ۰   | ۰     | ۲    | ۱     | ۵       | ۳-      |

| ۷ اوت، ۲۰۰۸ | سوریه | ۰–۰ | اردن | ورزشگاه تختی٬ تهران |
| ۷ اوت، ۲۰۰۸ |       |     |      | ورزشگاه تختی٬ تهران |
| ۷ اوت، ۲۰۰۸ |       |     |      | ورزشگاه تختی٬ تهران |

| ۹ اوت، ۲۰۰۸ | عمان | ۱–۲ | سوریه | ورزشگاه تختی٬ تهران |
| ۹ اوت، ۲۰۰۸ |      |     |       | ورزشگاه تختی٬ تهران |
| ۹ اوت، ۲۰۰۸ |      |     |       | ورزشگاه تختی٬ تهران |

| ۱۱ اوت، ۲۰۰۸ | اردن | ۳–۱ | عمان | ورزشگاه تختی٬ تهران |
| ۱۱ اوت، ۲۰۰۸ |      |     |      | ورزشگاه تختی٬ تهران |
| ۱۱ اوت، ۲۰۰۸ |      |     |      | ورزشگاه تختی٬ تهران |

## مرحله حذفی

### نیمه‌نهایی
| ۱۳ اوت، ۲۰۰۸ | ایران | ۲–۰ | سوریه | ورزشگاه تختی٬ تهران تماشاچیان:۴،۰۰۰ |
| ۱۳ اوت، ۲۰۰۸ |       |     |       | ورزشگاه تختی٬ تهران تماشاچیان:۴،۰۰۰ |
| ۱۳ اوت، ۲۰۰۸ |       |     |       | ورزشگاه تختی٬ تهران تماشاچیان:۴،۰۰۰ |

| ۱۳ اوت، ۲۰۰۸ | اردن | ۳–۰ | قطر | ورزشگاه تختی٬ تهران |
| ۱۳ اوت، ۲۰۰۸ |      |     |     | ورزشگاه تختی٬ تهران |
| ۱۳ اوت، ۲۰۰۸ |      |     |     | ورزشگاه تختی٬ تهران |

### فینال
| ۱۵ اوت، ۲۰۰۸ | ایران | ۲–۱ | اردن | ورزشگاه آزادی٬ تهران تماشاچیان:۱۰٬۰۰۰ |
| ۱۵ اوت، ۲۰۰۸ |       |     |      | ورزشگاه آزادی٬ تهران تماشاچیان:۱۰٬۰۰۰ |
| ۱۵ اوت، ۲۰۰۸ |       |     |      | ورزشگاه آزادی٬ تهران تماشاچیان:۱۰٬۰۰۰ |

## قهرمان
| قهرمان مسابقات فوتبال غرب آسیا ۲۰۰۸ |
| ----------------------------------- |
| · ایران · چهارمین عنوان             |